# Mentre
Mentre è un album in studio del cantautore italiano Roberto Kunstler, pubblicato nel 2014.

## Tracce
1. Mentre
2. Se c'è l'amore
3. Le bianche cattedrali dell'inverno
4. Ballata dell'insensata ora
5. Il mio caro avvocato del diavolo
6. Non piangere Gino
7. Il vento cambia
8. La luce viene sempre da est
9. Le navi perdute
10. Mentre (bonus track; con Asia Argento)